# Charaa
Der Charaa (mongolisch Хараа гол, auch Kharaa gol bzw. Haraa gol) ist ein rechter Nebenfluss des Orchon in der Mongolei mit einer Länge von 291 km und einem Einzugsgebiet von 15.000 km². Bezüglich der Länge steht er an 20. Stelle der Flüsse der Mongolei.
Er hat seinen Ursprung bei Batsümber im Töw-Aimag in den Bergen nördlich von Ulaanbaatar und fließt entlang der Eisenbahnstrecke Ulaanbaatar–Darchan durch die Gebiete Selenge-Aimag und Darchan-Uul-Aimag. Zu seinen Zuflüssen gehören die Flüsse Boroo gol und Dsagdal gol. Letztendlich mündet er bei Darchan in den Fluss Orchon, welcher über die Selenge in den Baikalsee fließt.